# إميلي بوشنل
إميلي بوشنل (بالإنجليزية: Emily Bushnell)‏ هي عالمة نفس أمريكية، ولدت في 1950.